# L'Homme qui ne voulait pas mourir (téléfilm)
Pour les articles homonymes, voir L'Homme qui ne voulait pas mourir.
Série Super Polar
Témoin oculaire
(1993) Le Jeu du diable
(1993)
Pour plus de détails, voir Fiche technique et Distribution.
L'Homme qui ne voulait pas mourir (L'uomo che non voleva morire) est un téléfilm italien de Lamberto Bava en 1989 pour la collection Alta tensione de Reteitalia. C'est une adaptation du recueil de nouvelles policières Il centodelitti (it) de Giorgio Scerbanenco publiées en 1963.
Ce Super Polar destiné à La Cinq a finalement été diffusé pour la première fois en France en prime time le 18 août 1993, sur M6. La première diffusion italienne n'a lieu que le 23 décembre 2007 sur Sky.

## Synopsis
Une bande de voleurs organise un cambriolage pour dérober des tableaux de valeur contenus dans une villa. Ayant réussi à entrer dans la maison, ils ligotent et bâillonnent les propriétaires. L'un des voleurs viole la dame, mais le concierge parvient à le frapper avec ses bottes, le blessant à la tête. Les complices l'entraînent et tentent de se débarrasser de son corps, pensant qu'il est proche de la mort. L'homme est abandonné à l'agonie dans la brousse, mais il parvient à survivre et prépare sa vengeance contre eux.

## Fiche technique
- Titre français : L'Homme qui ne voulait pas mourir[3]
- Titre original italien : L'uomo che non voleva morire[4]
- Réalisation : Lamberto Bava
- Scénario : Gianfranco Clerici d'après le recueil de nouvelles Il centodelitti (it) de Giorgio Scerbanenco, publiées séparément en 1963[5] puis collectivement en 1970.
- Photographie : Gianfranco Transunto
- Montage : Daniele Alabiso (it)
- Musique : Simon Boswell
- Décors et costumes : Katia Dottori
- Production : Lamberto Bava, Andrea Piazzesi
- Pays de production :  Italie
- Langue de tournage : italien
- Format : Couleurs - 1,33:1
- Genre : Giallo
- Date de première diffusion : 
  - France : 18 août 1993 (M6)[6]
  - Italie : 23 décembre 2007
- Interdit aux moins de 12 ans

## Distribution
- Martine Brochard : Madame Jaclaud
- Jacques Sernas : Miras
- Keith Van Hoven : Fabrizio
- Gino Concari : Giannetto
- Lino Salemme : Tito
- Igor Zalewsky : Luigi
- Stefano Molinari : Berto
- Peter Pitsch : Britz
- Graziella Martinoli : la mère de Fabrizio

## Diffusion
Ce Super Polar destiné à La Cinq a finalement été diffusé pour la première fois en France en première partie de soirée le 18 août 1993 et rediffusée le 15 mars 1995 sur M6 sur M6.
En Italie, c'est l'un des quatre téléfilms de la collection Alta tensione, avec Le Maître de la terreur, Le Jeu du diable, Témoin oculaire, produits par Reteitalia pour Fininvest en 1989.
Comme tous les films de la série Alta tensione, la diffusion de L'homme qui ne voulait pas mourir a été bloquée en Italie en raison de son niveau de violence élevé. 10 ans plus tard, à l'été 1999, les trois autres films de la série ont été diffusés pour la première fois sur Italia 1, mais celui-ci a été ignoré et n'a jamais été diffusé par Mediaset.
Cette absence de diffusion à la télévision en a fait le film le plus rare de la série. Il est resté inédit pendant 18 ans, jusqu'au 23 décembre 2007, date à laquelle la chaîne satellite Fantasy de Sky l'a mis à l'antenne, avec quelques rediffusions dans les mois suivants.
Il n'existe pas de DVD ou de vidéocassette.